# Sikaiana vitriceps
Sikaiana vitriceps är en insektsart som beskrevs av Frederick Arthur Godfrey Muir 1917. Sikaiana vitriceps ingår i släktet Sikaiana och familjen Derbidae. Inga underarter finns listade i Catalogue of Life.